# Syndicat mixte du Pays Picard – Vallées de l'Oise et de l'Ailette
Le Syndicat mixte du Pays Picard – Vallées de l'Oise et de l'Ailette, anciennement Syndicat mixte du Pays Chaunois est un syndicat mixte français situé dans le département de l’Aisne, en région Hauts-de-France.

## Historique
La structure est un syndicat mixte, créé par arrêté préfectoral du 30 mai 2006, regroupant 3 établissements publics de coopération intercommunale à fiscalité propre, dont la communauté de communes Chauny-Tergnier, la communauté de communes des Villes d'Oyse et la communauté de communes du Val de l'Ailette, et neuf communes dont Besmé, Blérancourt, Bourguignon-sous-Coucy, Camelin, Courbes, Fresnes, Manicamp, Pierremande et Quierzy. Le syndicat inclut 69 communes au moment de sa création et a Jacques Desallangre, député-maire de Tergnier, pour président. Il a, entre autres, pour vocation de mener à bien le Schéma de cohérence territoriale, adopté en 2011.
Le Pays Chaunois correspondait à un pays selon la LOADDT dite Loi Voynet du 25 juin 1999, dont les termes ont été abrogées par la Loi du no 2010-1563 du 16 décembre 2010 de réforme des collectivités territoriales. 
Le 1er janvier 2013, la commune membre de Pierremande intègre la communauté de communes Chauny-Tergnier réduisant le nombre de communes membres du syndicat mixte à huit communes, mais ce changement n'affecte le nombre de communes et les établissements publics de coopération intercommunale à fiscalité propre.
Dans le cadre de la réforme des collectivités territoriales françaises, la loi de réforme des collectivités territoriales du 16 décembre 2010 et du schéma départemental de coopération intercommunale, adoptée en décembre 2011, les communes membres de Besmé, de Blérancourt, de Bourguignon-sous-Coucy, de Camelin, de Fresnes, de Manicamp et de Quierzy sont intégrées, le 1er janvier 2014, à la communauté de communes du Val de l'Ailette. La commune de Courbes rejoint également le 1er janvier 2014, la communauté de communes des Villes d'Oyse. Le syndicat inclut toujours 69 communes regroupée dans les 3 établissements publics de coopération intercommunale à fiscalité propre.
Il devient à une date inconnue le Syndicat mixte du Pays Picard – Vallées de l'Oise et de l'Ailette.
Dans le cadre des dispositions de la loi portant nouvelle organisation territoriale de la République (Loi NOTRe) du 7 août 2015, qui prévoit que les établissements publics de coopération intercommunale (EPCI) à fiscalité propre doivent avoir un minimum de 15 000 habitants et du nouveau SDCI par arrêté du 30 mars 2016, le syndicat mixte a vu sa composition modifiée. 
Au 1er janvier 2017, la communauté de communes Chauny-Tergnier et la communauté de communes des Villes d'Oyse et trois communes du Val de l'Ailette fusionnent pour former la communauté d'agglomération Chauny-Tergnier-La Fère. La communauté de communes du Val de l'Ailette restante et la communauté de communes des Vallons d'Anizy sont regroupées pour former la communauté de communes Picardie des Châteaux, qui reste membre du syndicat mixte. Ce nouveau périmètre autour de 2 établissements publics de coopération intercommunale à fiscalité propre est confirmée par arrêté préfectoral du 19 décembre 2017. Avec cette redéfinition du périmètre, le syndicat mixte comprend également 87 communes.

## Composition

### EPCI
Le syndicat mixte du Pays Picard – Vallées de l'Oise et de l'Ailette regroupe 2 établissements publics de coopération intercommunale à fiscalité propre :
| Nom                     | Nature juridique           | Nombre de communes | Superficie (km2) | Population (2021) | Densité (hab./km2) |
| ----------------------- | -------------------------- | ------------------ | ---------------- | ----------------- | ------------------ |
| Chauny-Tergnier-La Fère | Communauté d'agglomération | 48                 | 382,80           | 54 679            | 142,80             |
| Picardie des Châteaux   | Communauté de communes     | 36                 | 291,20           | 16 886            | 58,0               |

### Communes
Le syndicat mixte du Pays Picard – Vallées de l'Oise et de l'Ailette inclut 87 communes regroupées dans les 2 établissements publics de coopération intercommunale à fiscalité propre :
1. Abbécourt
2. Achery
3. Amigny-Rouy
4. Andelain
5. Anguilcourt-le-Sart
6. Anizy-le-Château
7. Autreville
8. Barisis-aux-Bois
9. Bassoles-Aulers
10. Beaumont-en-Beine
11. Beautor
12. Bertaucourt-Epourdon
13. Besmé
14. Béthancourt-en-Vaux
15. Bichancourt
16. Blérancourt
17. Bourguignon-sous-Coucy
18. Bourguignon-sous-Montbavin
19. Brancourt-en-Laonnois
20. Brie
21. Caillouël-Crépigny
22. Camelin
23. Caumont
24. Chaillevois
25. Champs
26. Charmes
27. Chauny
28. Commenchon
29. Condren
30. Coucy-la-Ville
31. Coucy-le-Château-Auffrique
32. Courbes
33. Crécy-au-Mont
34. Danizy
35. Deuillet
36. Faucoucourt
37. La Fère
38. Folembray
39. Fourdrain
40. Fresnes-sous-Coucy
41. Fressancourt
42. Frières-Faillouël
43. Guivry
44. Guny
45. Jumencourt
46. Landricourt
47. Leuilly-sous-Coucy
48. Liez
49. Lizy
50. Manicamp
51. Marest-Dampcourt
52. Mayot
53. Mennessis
54. Merlieux-et-Fouquerolles
55. Monceau-lès-Leups
56. Montbavin
57. Neuflieux
58. La Neuville-en-Beine
59. Ognes
60. Pierremande
61. Pinon
62. Pont-Saint-Mard
63. Prémontré
64. Quierzy
65. Quincy-Basse
66. Rogécourt
67. Royaucourt-et-Chailvet
68. Saint-Aubin
69. Saint-Gobain
70. Saint-Nicolas-aux-Bois
71. Saint-Paul-aux-Bois
72. Selens
73. Septvaux
74. Servais
75. Sinceny
76. Suzy
77. Tergnier
78. Travecy
79. Trosly-Loire
80. Ugny-le-Gay
81. Urcel
82. Vauxaillon
83. Verneuil-sous-Coucy
84. Versigny
85. Villequier-Aumont
86. Viry-Noureuil
87. Wissignicourt

## Représentation

### Liste des présidents
La liste ci-dessous recense le nom des présidents du syndicat puis du pôle d’équilibre territorial et rural :
| Période        | Période        | Identité            | Étiquette | Qualité |
| -------------- | -------------- | ------------------- | --------- | --- |
| Mai 2006       | ?              | Jacques Desallangre | GDR       | Maire de Tergnier (1983-2009) Président de la communauté de communes Chauny-Tergnier (2001-2014) Député de l'Aisne (1997-2012) |
| ?              | juin 2017      | Bernard Bronchain   | IDG       | 3e adjoint au maire de Tergnier                                                                                                |
| juin 2017      | septembre 2020 | Alban Delforge      |           | Conseiller municipal de Chauny, et vice-président de la Communauté d'Agglomération                                             |
| septembre 2020 | En cours       | Emmanuel Liévin     | DVC       | Maire de Chauny (2020 →) |

### Les élus
Lors du renouvellement des conseils municipaux en mars et juin 2020, le bureau a choisi en septembre 2020, Emmanuel Liévin, délégué de Chauny-Tergnier-La Fère et maire de Chauny, comme président et a désigné ses 2 vice-présidents qui sont : 
1. Vincent Morlet, président de Picardie des Châteaux et maire de Crécy-au-Mont.
2. Dominique Ignaszak, président de Chauny-Tergnier-La Fère et maire-adjoint de Chauny.